# مرادجان (مقاطعة دلفان)
مرادجان (بالفارسية: مرادجان) هي قرية تقع في قسم نورعلي الريفي بمقاطعة دلفان في إيران. يقدر عدد سكانها بـ 681 نسمة بحسب إحصاء 2016.